# ユード・ビー・ソー・ナイス・トゥ・カム・ホーム・トゥ
「ユード・ビー・ソー・ナイス・トゥ・カム・ホーム・トゥ」（英語: You'd be so nice to come home to）は、ジャズのスタンダード曲。邦題は「帰ってくれたらうれしいわ」、「帰ってくればいいのに」などがあった（#邦題について参照）。

## 解説
コール・ポーター作曲で、1942年に発表された映画『サムシング・トゥ・シャウト・アバウト』の挿入歌で、劇中ではジャネット・ブレアとドン・アメチーが歌った。この映画自体はヒットしなかったが、第二次世界大戦中ということもあり、洗練されたメロディと「あなたが待ってくれている家に帰れたなら、なんと素敵なことだろう」と歌い上げる歌詞が、戦時中のアメリカ人の心に強くアピールすることになった。受賞は逃したものの第16回アカデミー賞の歌曲賞にノミネートされたほか、同年に発売されたダイナ・ショアによるシングル盤は大ヒットとなった。
1950年代前半までにコール・ポーターの楽曲の多くはジャズのスタンダード化しておりアルバムも多数リリースされているが、本曲はそういったコール・ポーターの人気作品群からすれば人気の無い曲であった。
1955年にヘレン・メリルとクリフォード・ブラウンが共演したアルバム『ヘレン・メリル・ウィズ・クリフォード・ブラウン』がリリースされる。収録曲は有名スタンダード曲ばかりで、その中に含まれる本曲は当時とすれば無名に近い曲であったが、今日ではこのアルバムで最も人気の高いトラックとなっている。メリルの歌声もさることながら、ブラウンの歌うようなメロディと構成力による通好みのアドリブ・ソロが、同時のジャズ・ミュージシャンたちに注目されたのである。なお、このアルバムにおける本曲のアレンジは当時、新進気鋭であったクインシー・ジョーンズである。本曲がジャズのスタンダードになるのは、これ以降のことになる。

## 邦題について
原題は、コール・ポーターらしいとも言えるが、英語文法的にはかなりまわりくどい表現となっている。
日本語訳する際に問題となりやすいのは最後の「come home to」の「to」である。これはTough構文と呼ばれるもので、文頭の「You」が「come home」の目的語になっている表現であり、原題を言い換えるならば「It would be so nice to come home to you.（あなたのいる家に帰って行けたらなんと素敵なことだろう）」となり、家に帰るのは「あなた」ではなく「私」である。
忠実に日本語訳しようとすると上記のようになるのだが、邦題の「帰ってくれたらうれしいわ」は「歴史的な誤訳」とも評される。この邦題の場合、家に帰るのは「私」ではなく「あなた」ということになり、意味が逆になっている。この邦題は、大橋巨泉がつけたものだが、後に大橋は、間違った愚かな奴がいると、翻訳の誤りを何度も語っている。
今日では、かなり長くなるが原題カタカナ表記の『ユード・ビー・ソー・ナイス・トゥ・カム・ホーム・トゥ』が邦題として使用されている。

## カバー
さまざまな歌唱のカバーバージョンがあるほか、インストゥルメンタルとしてもカバーされている。上述のようにヘレン・メリルとクリフォード・ブラウンの共演は代表的な名演として有名である。映画ではほかに『ラジオ・デイズ』（ウディ・アレン監督）でダイアン・キートンが歌っている。
カヴァーした歌手やミュージシャンの一部である。
アメリカ合衆国
- ヘレン・メリル『ヘレン・メリル・ウィズ・クリフォード・ブラウン』（1955年）
- セシル・テイラー『ジャズ・アドヴァンス』（1956年）
- アート・ペッパー『アート・ペッパー・ミーツ・ザ・リズム・セクション』（1957年）
- アンドレ・プレヴィン『キング・サイズ』（1958年）
- チェット・ベイカー『チェット』（1959年）
- ジョー・スタッフォード『Jo + Jazz』（1960年）
- ニーナ・シモン『アット・ニューポート』（1960年）
- ジュリー・ロンドン『ジュリー・アット・ホーム』（1960年）
- ケニー・クラーク&フランシー・ボラン『ザ・ゴールデン・エイト』（1961年）
- ローズマリー・クルーニー『For the Duration』（1991年）
- ジャッキー・テラソン『Push』（2010年）

日本
- 平山みき『CABARET GIRL』（1987年）

## CM使用
日本では、テレビコマーシャルの楽曲としても使用されている。
- SEIKO ドルチェ & エクセリーヌ[11]
- 旭化成 ヘーベルハウス[11]